# Loam

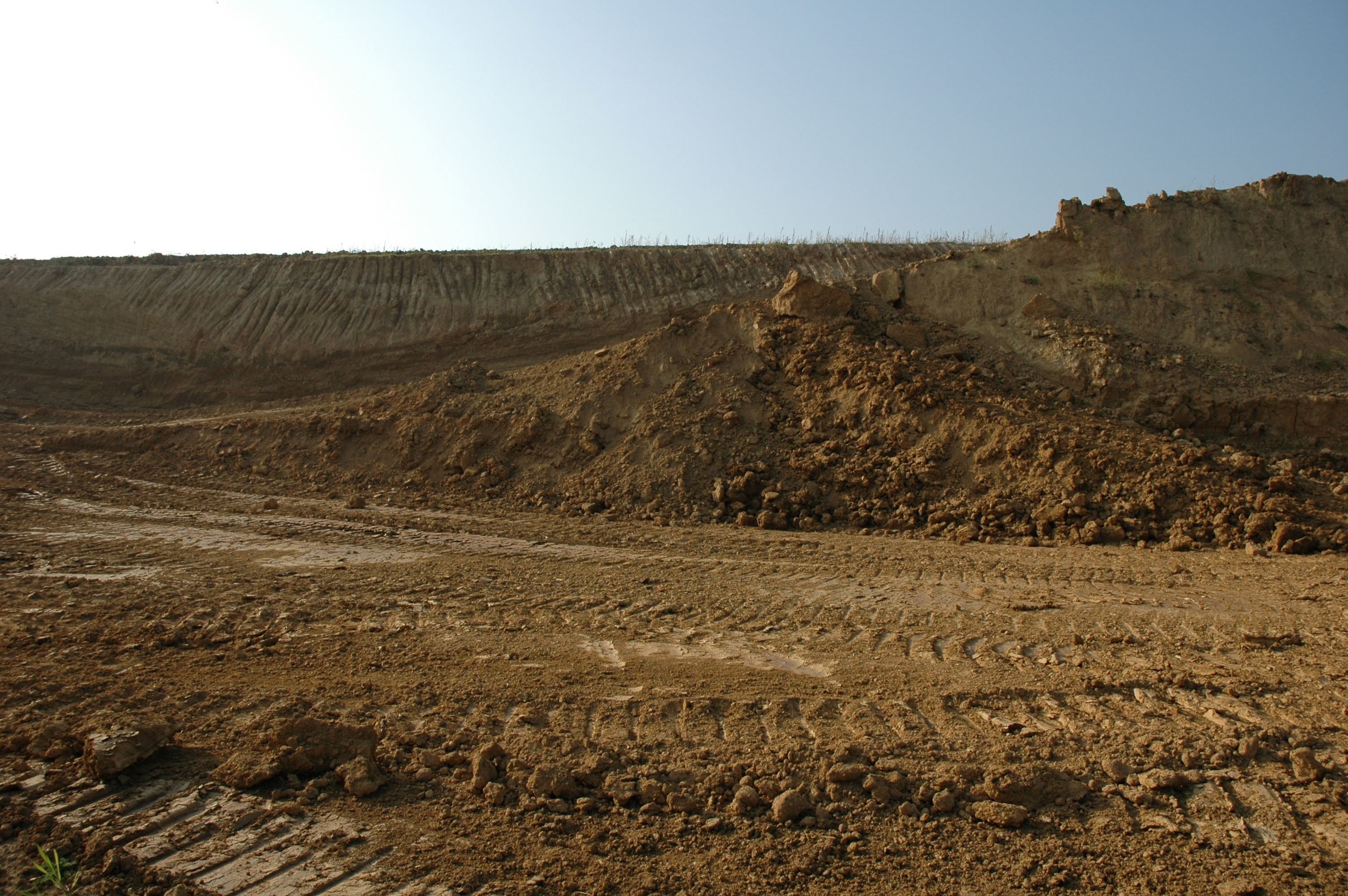
Un champ de loam.

Le loam (anglicisme), aussi appelé sol franc, est une classe texturale composée de moins de 52 % de sable, 28 à 50 % de limon (ou silt) et de 7 à 27 % d'argile . Selon les proportions, on parlera de loam sablonneux, limoneux ou argileux.
Le loam est idéal pour l'agriculture car il est à la fois drainant et conserve bien l'humidité. Il contient généralement plus de nutriments que les sols sablonneux. De texture plastique lorsqu'il est humide, il est facile à travailler.

## Matériau de construction
Le loam est parfois utilisé pour fabriquer du torchis et plus généralement est à la base des constructions en terre-argile crue.